# Myakalahalli, Gudibanda
Myakalahalli là một làng thuộc tehsil Gudibanda, huyện Kolar, bang Karnataka, Ấn Độ.